# Пэйнтид-Дезерт-Инн

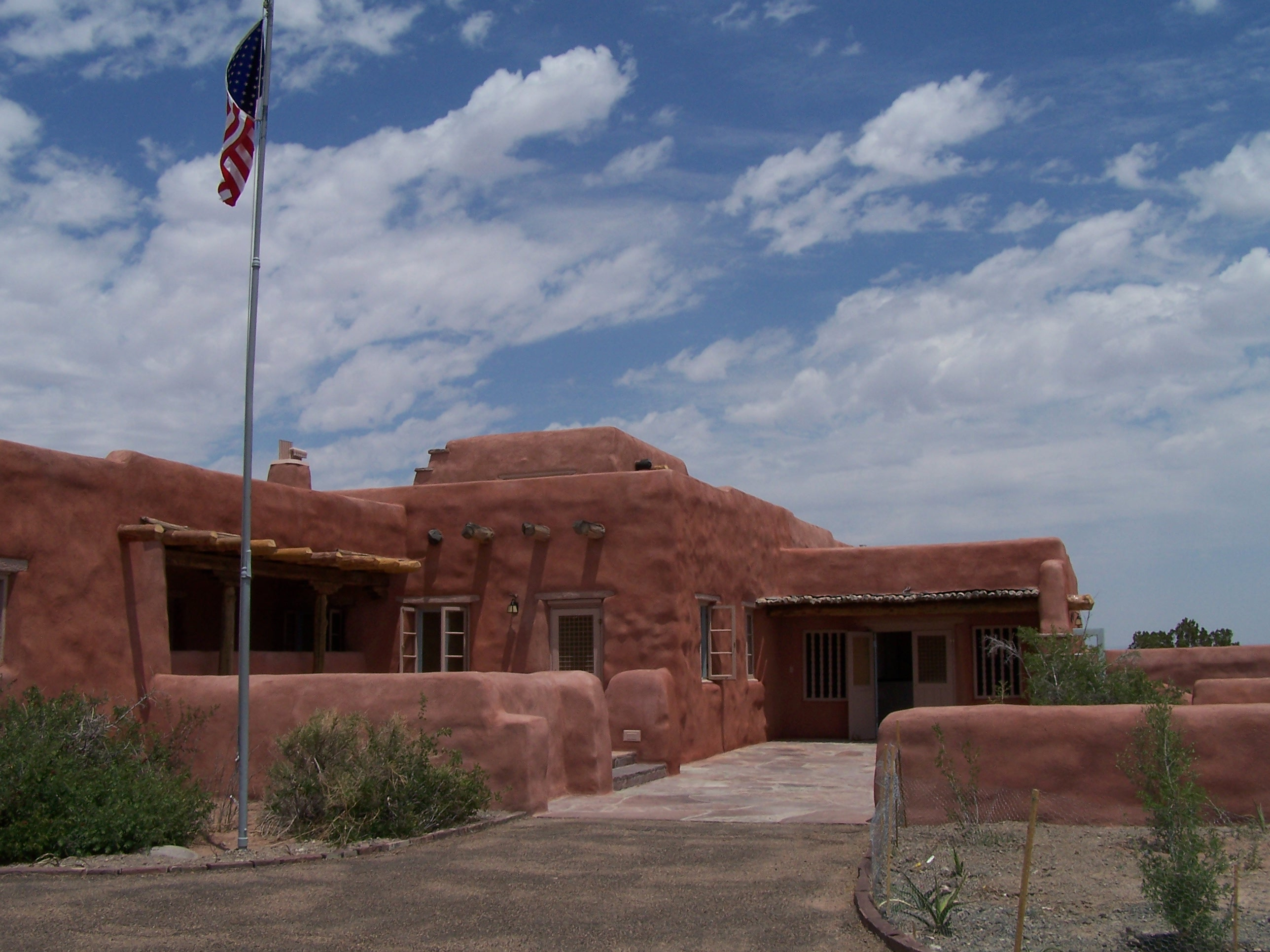
Общий вид гостиницы, 2006

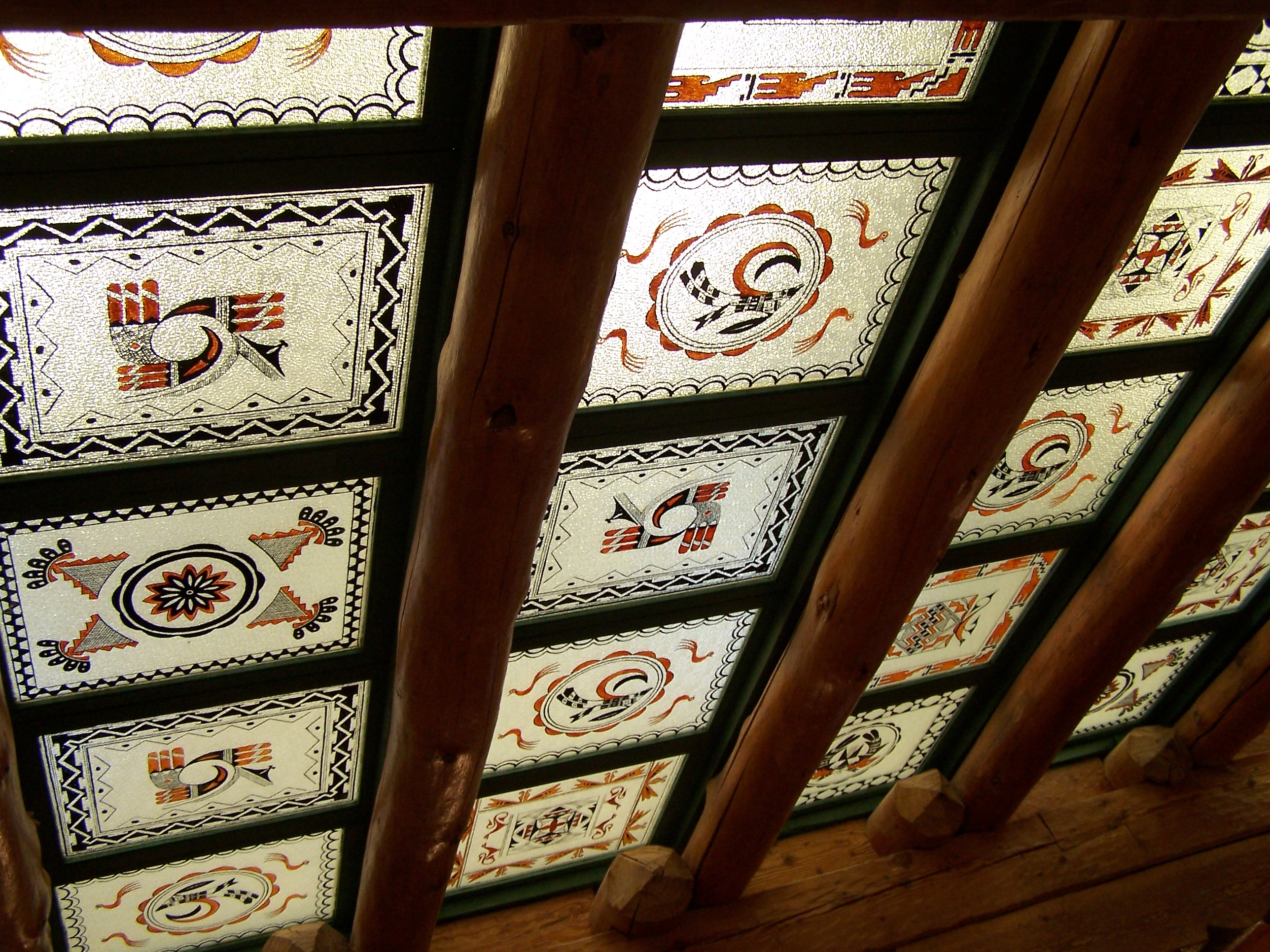
Светильники в гостинице, изготовлены сотрудниками Гражданского корпуса по охране окружающей среды

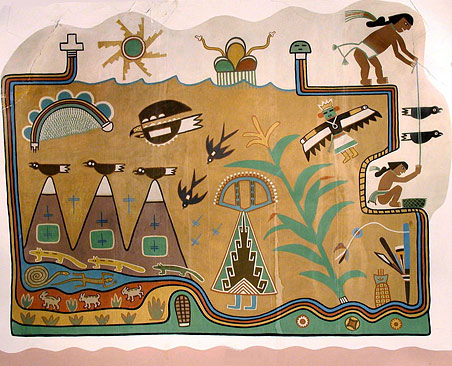
Настенная роспись, художник Фред Кэботи, по заказу архитектора Мэри Колтер, около 1948.

Пэйнтид-Дезерт-Инн (англ. Painted Desert Inn) — небольшая гостиница в традиционном стиле зданий индейцев пуэбло в национальном парке Окаменелый лес в области Пэйнтед-дезерт штата Аризона. Построена в 1937—1940 г. на месте более ранней гостиницы, «Дома из каменного дерева», Stone Tree House. Гостиницу спроектировал в 1937 г. архитектор Службы национальных парков США Лайл Э. Беннет (Lyle E. Bennett), а построили её сотрудники Гражданского корпуса охраны окружающей среды.
После реконструкции под руководством Мэри Колтер — архитектора, известной своими зданиями в стиле «Дикого Запада», гостиницей управляла компания Fred Harvey Company в 1947—1963, после чего она была закрыта. В середине 1970-х гг. было предложено снести здание, однако после публичных протестов здание было открыто для ограниченного использования в 1976 году. Здание причислено к Национальным историческим памятникам США в 1987 году. После капитального ремонта в 2006 году в здании открыты музей и библиотека.
Художник из племени хопи, Фред Кэботи, который уже сотрудничал с Мэри Колтер при сооружении Хопи-Хауса в Гранд-Каньоне, расписал стены гостиницы в 1947-48 годах. Картины Кэботи изображают повседневную жизнь индейцев хопи, в том числе их путешествие через Красочную пустыню для сбора соли.